# Verdienstkreuz (Württemberg)
Das Verdienstkreuz wurde am 2. Juli 1900 durch den württembergischen König Wilhelm II. gestiftet und für allgemeine Verdienste verliehen.

## Aussehen
Bei dem Ehrenzeichen handelt es sich um ein versilbertes Georgskreuz mit gerundeten, gekörnten Armen und glatter erhöhter Bordierung. Im Medaillon ist das von einer Königskrone überragte Monogramm des Stifters  W  (Wilhelm) zu sehen. Im Revers findet sich die umlaufende Inschrift VERDIENST sowie abschließend ein kleiner sechsstrahliger Stern.

### Schwerter
Während des Ersten Weltkriegs erfolgte am 29. Januar 1915 die Stiftung der Schwerter für Militärverdienste. Dazu wurde das bisherige Verdienstkreuz durch zwei, durch die Kreuzwinkel führende, vergoldete Schwerter ergänzt. Damit wurden hauptsächlich Feldwebelleutnants sowie ältere Portepee-Unteroffiziere der Württembergischen Armee, die bereits mit dem Eisernen Kreuz ausgezeichnet bzw. dafür vorgeschlagen waren.
Insgesamt lassen sich 2284 Verleihungen des Verdienstkreuzes mit Schwertern dokumentieren.

## Rangfolge
Es rangiert zwischen der Verdienstmedaille des Ordens der Württembergischen Krone und dem Ritterkreuz II. Klasse des Friedrichs-Ordens. Bis zur Stiftung des Wilhelmskreuzes am 13. September 1915 war es das höchste württembergische Ehrenzeichen.